# Krámecký potok
Krámecký potok – potok, prawy dopływ potoku Ľupčianka na Słowacji. Jego zlewnia znajduje się Dolinie Lupczańskiej (Ľupčianska dolina) w Niżnych Tatrach. Wypływa na wysokości około 1300 m na zachodnich stokach szczytu Krámec i spływa w kierunku północno-zachodnim między dwoma jego grzbietami. Uchodzi do Ľupčianki przy leśniczówce Lovnáč na wysokości około 760 m.
Cała zlewnia potoku znajduje się w granicach Parku Narodowego Niżne Tatry i obejmuje tereny porośnięte lasem. W środkowej części biegu potoku jest w nim duża polana będąca pozostałością dawnego pasterstwa. Pod względem administracyjnym są to tereny miejscowości Partizánska Ľupča.
Potok ma długość 2,7 km. Obecna jego nazwa pochodzi od szczytu Krámec, słowo krámec zaś oznacza drewniany domek robotników leśnych. Dawniej potok miał nazwy Rísianka, Rysianka, Rišjanka, Rišianka, Ryšianka, te nazwy pochodziły od słowa rysý oznaczającego barwę dna potoku.